# Johan Mauritz Nordenstam
Johan Mauritz Nordenstam, född 21 september 1802 i Stockholm, död 8 juni 1882 i Helsingfors, var en finländsk friherre, militär och ämbetsman.

## Biografi
Nordenstam erhöll sin militära utbildning vid kadettskolorna på Haapaniemi (sedan 1818) och i Fredrikshamn samt inträdde 1823 i rysk krigstjänst. Sedan han bevistat kriget mot Osmanska riket 1828, tjänade han i 18 år i Kaukasien samt deltog därunder i en mängd fälttåg och belägringar. Han avancerade till generalmajor (1843) och adjungerad hos chefen för kaukasiska arméns generalstab (1845). 
År 1847 återvände Nordenstam till Finland som guvernör i Nylands län samt ägnade sig i många civila och militära uppdrag uteslutande åt fäderneslandet. Han blev 1847 tillförordnad vice kansler vid Helsingfors universitet, kallades 1848 till ledamot av senatens ekonomiedepartement, utnämndes till vice kansler 1849 samt förordnades (sedan 1853 generallöjtnant) vid Krimkrigets utbrott till tillförordnad stabschef för de i Finland förlagda trupperna, vilken befattning han 1857 nedlade. Redan 1855 hade han entledigats "på egen begäran" från vice kanslersämbetet. 
Nordenstam fick en ledande ställning inom den finländska ämbetsmannavärlden efter att 1858 utnämnts till vice ordförande i senatens ekonomiedepartement. Den i tsar Nikolaj I:s skola utbildade officeren var till en början främmande för Finlands förhållanden och råkade som vice kansler i större och mindre konflikter med studenterna, men snart lärde man sig att värdera hans betydande egenskaper som administratör. Senare visade han sig även inom vissa gränser vara beredd att främja den konstitutionella utvecklingen. Som lantmarskalk vid lantdagarna 1863–64, 1867 och 1872 vann han ridderskapets och adelns förtroende, även om han i några frågor, särskilt vad gäller ständernas rätt att granska budgeten, hade annan uppfattning än ståndets flertal. Han upphöjdes 1860 i friherrligt stånd och utnämndes 1876 till generaladjutant. Han avled i Helsingfors den 8 juni 1882 och begravdes i Sandudds Kyrkogård.